# 인천달빛초등학교
인천달빛초등학교는 인천광역시 중구에 개교 예정인 공립 초등학교이다.

## 학교 연혁
- 2026년 3월 1일 : 개교 예정